# Jan Kohoutek
Jan Kohoutek (* 16. srpna 1971) je bývalý československý sáňkař.

## Sportovní kariéra
Na XVI. ZOH v Calgary 1992 skončil v závodě jednotlivců na 20. místě a v závodě dvojic na 15. místě. V závodě dvojic startoval s Petrem Urbanem.